# Mélanie Davranche
Mélanie Davranche est une chercheuse française en géosciences. Maître de conférences à l'université de Rennes I, elle est membre junior de l'Institut universitaire de France depuis 2012.

## Récompenses et distinctions
- Médaille de bronze du CNRS (2013)[3]